# Altes Rathaus (Legnica)

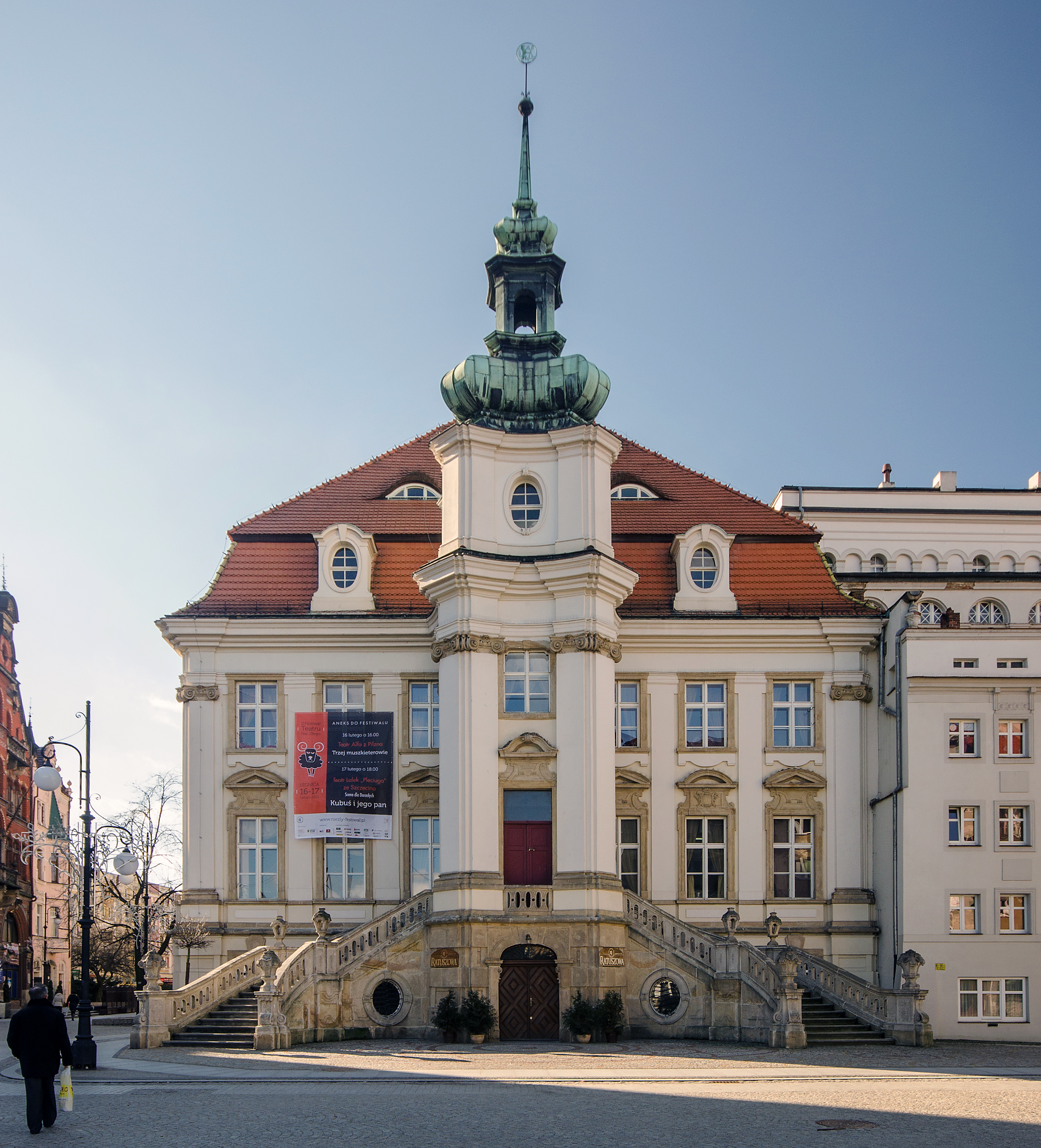
Altes Rathaus

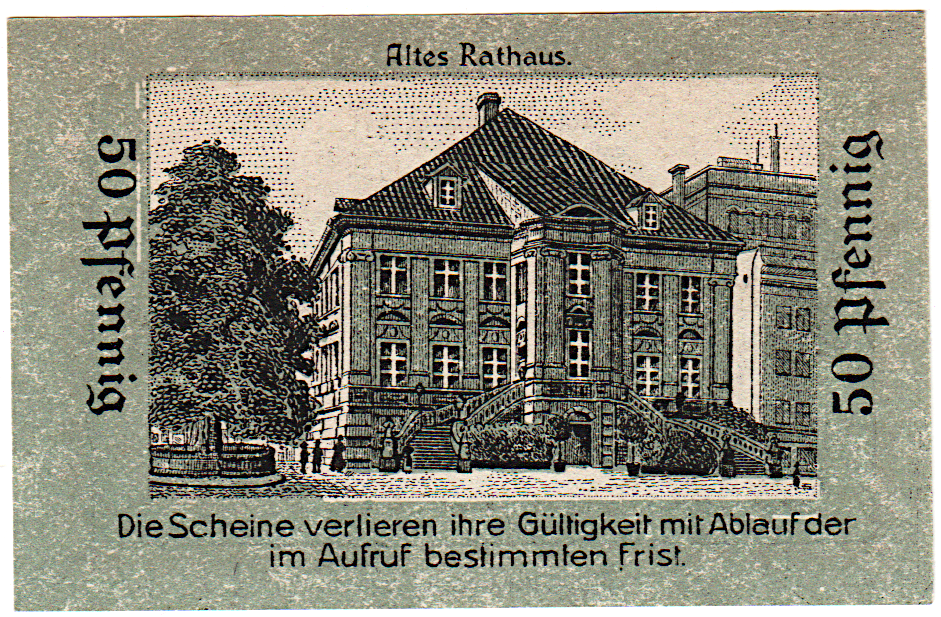
Das alte Rathaus auf Notgeldscheinen aus Liegnitz von 1920.

Das Alte Rathaus (polnisch Stary Ratusz) in Legnica (deutsch Liegnitz), Woiwodschaft Niederschlesien in Polen, befindet sich am Liegnitzer Ring.

## Geschichte

### Vorgeschichte
Die Stadt Liegnitz erhielt im Jahr 1318 durch Boleslaus III. erstmals das Recht, ein Rathaus zu bauen. Das erste Rathaus wurde daraufhin um 1379 erbaut. 1428 brannte dieser Bau nieder und wurde 1468 wieder aufgebaut. Dieser gotische Bau bestand aus zwei Flügeln mit einem treppenartigen Giebel. Das Gebäude wurde 1737 abgerissen.

### Heutiger Bau

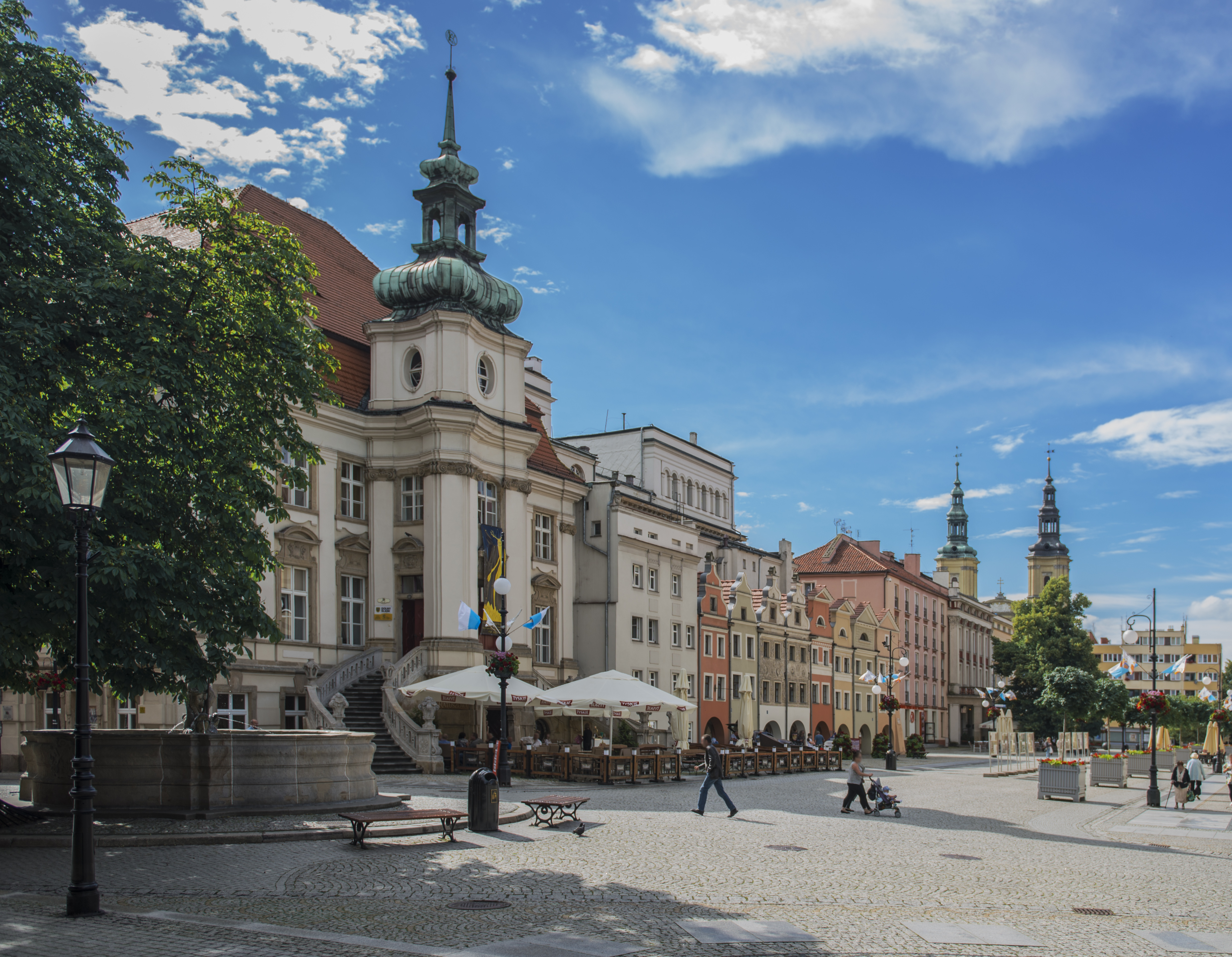
Lage am Ring

Das heutige Rathaus entstand nach eine Entwurf des Architekten Franz M. Scheerhofer dem Jüngeren im barocken Stil zwischen 1737 und 1741. Die erste Sitzung des Stadtrates fand am 15. Mai 1741 im neuen Gebäude statt.
Zwischen 1902 und 1905 entstand unweit des barocken Baus das Neue Rathaus. Die letzte Sitzung im nunmehr alten Rathaus wurde am 8. April 1905 abgehalten.
In den ursprünglichen Plänen war geplant auf dem vortretenden Risalit eine Turmhaube zu platzieren. Dieser konnte aber aufgrund finanzieller Engpässe nicht direkt erbaut werden. Erst zwischen 1928 und 1929 erhielt das Rathaus eine Turmhaube im barocken Stil.
Im Zweiten Weltkrieg blieb das alte Rathaus nahezu unbeschädigt. Es wurde zwischen 1945 und 1965 von der Sowjetunion genutzt. Nach Rückgabe des Gebäudes an die Stadt wurde das Gebäude saniert. Heute wird das Gebäude von einem Theater genutzt. Im Keller befindet sich ein Restaurant.

## Architektur
Das alte Rathaus wurde im barocken Stil erbaut und zeigt Einflüsse der österreichisch-böhmischen Schule. An der Vorderseite existiert ein vortretender Risalit und zwei Seitenfreitreppen. Diese sind mit steinernen Laternen geschmückt.
Das Alte Rathaus besitzt ein Mansardendach mit Lukanen sowie einem Turmhaube im barocken Stil.